# 沙巴阿羅登足球會
沙巴阿羅登足球會（Shabab Al-Ordon Club）簡稱沙巴阿羅登，是一間位於約旦的職業足球會。於2002年成立，現於約旦超級足球聯賽角逐。

## 成就
- 約旦超級足球聯賽: 2

2006年, 2013年
- 約旦足總盃: 2

2006年, 2007年
- 約旦足總盾: 2

2007年, 2016年
- 約旦超級盃: 2

2007年, 2013年
- 亞洲足協盃: 1
  - 冠軍 : 2007年

## 亞洲賽表現
- 亞洲足協盃: 4 次

2007年: 冠軍
2008年: 小組賽階段
2010年: 16強
2014年: 小組賽階段
- 亞洲聯賽冠軍盃: 1 次

2014年: 預選賽淘汰賽

## 外部連結
- Official website
- Team profile （页面存档备份，存于） - kooora.com